# Chionodes
Chionodes là một chi bướm đêm trong họ Gelechiidae. Các loài trong chi này có thể tìm thấy khắp thế giới.

## Các loài
Các loài trong chi này gồm có:
- C. abdominella
- C. abella

- Cây thực phẩm ghi nhận được: Abies concolor, Pseudotsuga menziesii

- C. abradescens
- C. acerella
- C. acrina

- Cây thực phẩm: Quercus

- C. agriodes
- C. apolectella
- C. aprilella
- C. arenella
- C. argentipunctella
- C. aristella
- C. bastuliella
- C. bicolor
- C. bicostomaculella

- Cây thực phẩm: Quercus

- C. braunella

- Cây thực phẩm ghi nhận được: Lathyrus, Lupinus

- C. canofusella
- C. ceanothiella

- Cây thực phẩm: Ceanothus

- C. chrysopyla

- Cây thực phẩm: Quercus

- C. continuella[1]

- Cây thực phẩm ghi nhận được: Cladonia, Picea glauca

- C. dammersi

- Cây thực phẩm Eriogonum

- C. dentella
- C. discoocellella

- Recorded food plants: Polygonum, Rumex

- C. distinctella[2]

- Recorded food plants: Artemisia campestris, Genista, Thymus

- C. electella[3]

- Recorded food plants: Juniperus, Picea, Pinus

- C. figurella
- C. flavicorporella
- C. fluvialella
- C. fondella
- C. formosella

- Cây thực phẩm Quercus

- C. fructuaria
- C. fumatella[4]

- Recorded food plants Lotus corniculatus, rêu

- C. fuscomaculella

- Cây thực phẩm Quercus

- C. gilvomaculella

- Cây thực phẩm Quercus

- C. grandis
- C. halycopa
- C. hayreddini
- C. helicosticta
- C. hibiscella

- Recorded food plants: Abelmoschus moschatus, Hibiscus

- C. hinnella
- C. holosericella[5]
- C. ignorantella[6]

- Thức ăn: rêu

- C. iridescens
- C. kincaidella
- C. labradorica
- C. loetae
- C. lophosella
- C. luctuella[7]

- Thức ăn: Pinaceae

- C. lugubrella[8]

- Recorded food plants: Dorycnium pentaphyllum, Lotus, Trifolium repens, Vicia cracca

- C. luteogeminatus

- Cây thực phẩm Eriogonum niveum

- C. manabiensis
- C. mariona

- Recorded food plants: Abutilon, Malvastrum, Sida

- C. mediofuscella[9]

- Cây thực phẩm Ambrosia

- C. metallica
- C. mongolicus
- C. nanodella
- C. nebulosella
- C. negundella

- Cây thực phẩm Acer negundo

- C. nigrobarbata
- C. notandella
- C. nubilella[10]
- C. obscurusella
- C. occidentella

- Recorded food plants: Ceanothus, Cercocarpus, Quercus

- C. occlusa
- C. ochreostrigella

- Cây thực phẩm Rumex

- C. paralogella
- C. pereyra

- Cây thực phẩm Quercus

- C. periculella

- Recorded food plants: Pinus ponderosa, Pseudotsuga menziesii

- C. permacta
- C. perpetuella
- C. petalumensis[11]

- Thức ăn Quercus lobata

- C. phalacra
- C. pinguicula
- C. praeclarella

- Thức ăn: Polygonaceae

- C. pseudofondella
- C. psiloptera

- Thức ăn: Poaceae bao gồm Poa pratensis

- C. raspyon

- Cây thực phẩm Quercus

- C. retiniella

- Cây thực phẩm Pinus ponderosa

- C. sabinianus

- Cây thực phẩm Pinus sabineana

- C. salicella
- C. seculaella
- C. sistrella

- Cây thực phẩm Suaeda moquinii

- C. soella
- C. stefaniae
- C. terminimaculella

- Cây thực phẩm Populus

- C. tessa
- C. thoraceochrella[12]
- C. tragicella[13]

- Cây thực phẩm Larix

- C. trichostola[14]

- Cây thực phẩm Quercus

- C. trophella

- Cây thực phẩm Quercus

- C. vanduzeei

- Cây thực phẩm Quercus agrifolia

- C. viduella[15]

- Recorded food plants: Betula, Juniperus, Rubus chamaemorus, Vaccinium uliginosum

- C. violaceus[16]
- C. whitmanella
- C. xanthophilella

## Hình ảnh

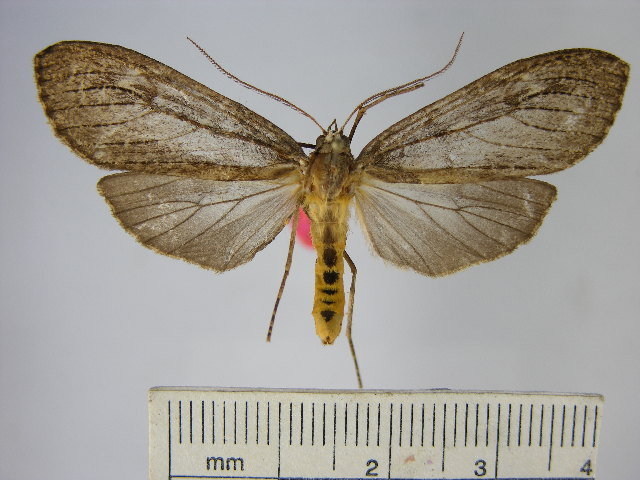
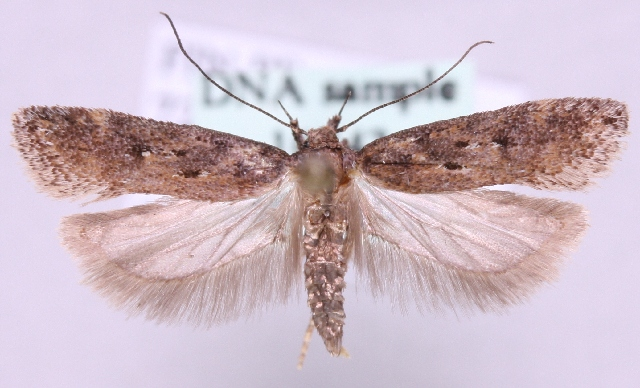
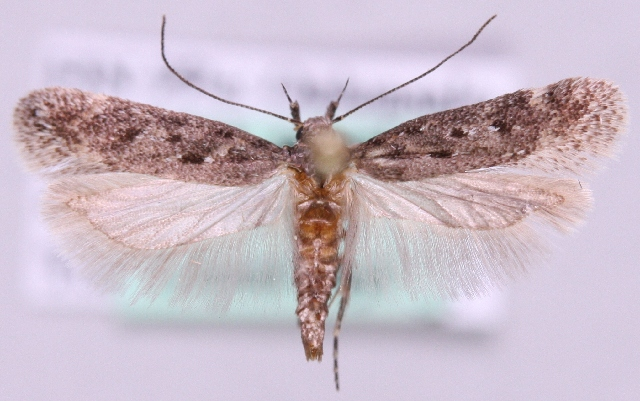